# Аэрофлот Бонус
«Аэрофлот Бонус» — программа поощрения пассажиров российской авиакомпании «Аэрофлот», учреждённая в апреле 1999 года. По состоянию на май 2009 года количество участников программы составляет около 1,5 млн человек, из которых порядка 230 тысяч — иностранные граждане.
За каждый совершённый полёт участнику программы в зависимости от класса бронирования и дальности перелёта начисляются премиальные баллы — мили. Размер начисления зависит от тарифа. Мили можно получать также останавливаясь в отелях, арендуя автомобиль, пользуясь совместной картой банков-партнёров, посещая рестораны или совершая покупки у многочисленных партнёров программы. Участники программы могут использовать мили для оформления премиальных авиабилетов, повышения класса обслуживания, бронирования отелей на сайте Аэрофлота и получения других услуг от партнёров — гостиничных сетей, фирм проката автомобилей, ресторанов и различных магазинов.

## История
- 1999 — «Аэрофлот» учреждает программу «Аэрофлот Бонус»
- 2002 — «Сбербанк России» и «Аэрофлот» запускают банковскую карту «Visa Аэрофлот»
- 2006 — «Аэрофлот» становится членом глобального альянса SkyTeam
- 2012 — При объединении «Аэрофлота» и «Владивосток Авиа» проводится объединение участников программы «Лидер» от «Владивосток Авиа» и «Аэрофлот Бонус»[2]

## Партнёры программы

### Авиакомпании-члены альянсаSkyTeam
- Korean Air
- Delta Air Lines
- AeroMexico
- Kenya Airways
- Air France-KLM
- Air Europa
- Tarom
- Vietnam Airlines
- China Eastern[3]
- Shanghai Airlines[3]
- Garuda Indonesia[3]
- Saudi Arabian Airlines[3]
- Middle East Airlines
- Aerolíneas Argentinas

### Российские авиакомпании
- Аврора
- Нордавиа (до 5 ноября 2014)
- Россия
- Оренбургские авиалинии

### Гостиничные сети и гостиницы
- Marriott International
- Hilton Worldwide
- InterContinental Hotels Group
- Best Western International
- Radisson Blu
- Park Inn By Radisson
- Kempinski
- Swissotel
- Lotte Hotels & Resorts
- Azimut Hotels
- Gloria Hotels & Resorts
- RIXOS Hotels
- GRECOTEL Hotels & Resorts
- Максима Хотелс, Москва
- Новотель Москва Аэропорт Шереметьево, Москва
- Гранд Отель Европа, Санкт-Петербург
- Premier Hotels & Resorts
- Solis hotels
- Отели «Воздушный экспресс»
- Maxx Royal Resorts
- Voyage Hotels

## Мили
В программе существует два типа миль.

### Квалификационные мили
Мили, которые набирает участник, путешествуя на регулярных рейсах Аэрофлота или авиакомпаний-партнёров программы в зависимости от расстояния и класса бронирования авиабилета. За полёты на расстояние менее 500 миль на счёт участника начисляется 500 миль (кроме China Southern, Kenya Airways, Air Europa, Copa Airlines).
Квалификационные мили могут быть использованы для получения премий (премиального авиабилета, повышения класса обслуживания на регулярных рейсах авиакомпании «Аэрофлот» и на рейсах авиакомпаний-партнёров по альянсу SkyTeam, а также услуг, предоставляемых Партнёрами программы, а также для получения или подтверждения более высокого статуса участника программы).
Все квалификационные мили, накопленные участником в течение года, сгорают (обнуляются) 31 декабря этого года.

### Неквалификационные мили
Мили, которые дополнительно набирает участник программы за услуги партнёров, спецпредложения программы, а также мили за уровень, начисляемые за полёты участникам Элитного Клуба. Эти мили могут быть использованы только для получения премий и не учитываются при квалификации на уровень.

## Набор миль
Квалификационные мили начисляются только за полёты на регулярных рейсах Аэрофлота и авиакомпаний-партнёров. Неквалификационные мили начисляются за услуги партнёров и спецпредложения программы.

## Использование миль
Участники программы «Аэрофлот Бонус» имеют возможность использовать накопленные мили для повышения класса обслуживания, получения премиального авиабилета, бронирования отеля, оформления премий в разделе «Каталог Премий» на сайте Аэрофлота или оплаты услуг партнёров программы. При этом премиальный авиабилет бесплатен, но пользователь всё равно должен оплатить ряд сборов и такс.
Изначально все неиспользованные мили «замораживались», если в течение двух календарных лет на счёте участника не было зарегистрировано ни одного полёта по тарифу, участвующему в начислении миль, либо сгорали, если в течение 2-х лет участник не совершал полётов и не пользовался услугами компаний-партнёров (в том числе банков, выпустивших ко-брендинговые карты).
В 2010 году компания «Аэрофлот» изменила правила программы — теперь все накопленные мили сгорают, если в течение 2 календарных лет участник не совершил хотя бы один полёт регулярным рейсом Аэрофлота, России, Оренбургских авиалиний, Донавиа, Аврора или авиакомпаниями — участниками альянса «SkyTeam».

## Уровни программы
Программа «Аэрофлот Бонус» даёт возможность пользователям при накоплении определённого количества квалификационных миль получить более высокий статус. Статус позволяет получить дополнительные привилегии и услуги (приоритет при бронировании и регистрации, приглашение в зал ожидания бизнес и первого класса, возможность бесплатного провоза дополнительного багажа, начисление дополнительных элитных миль за каждый полёт).

### Серебряный уровень
Для перехода на Серебряный уровень (SkyTeam Elite) необходимо набрать за календарный год участия 20 000 квалификационных миль или 20 полётных сегментов.

### Золотой уровень
Для перехода на Золотой уровень (SkyTeam Elite Plus) необходимо набрать за календарный год участия 40 000 квалификационных миль или 40 полётных сегментов.

### Платиновый уровень
Для перехода на Платиновый уровень необходимо набрать 100 000 квалификационных миль или 40 полётных сегментов в классе Бизнес за один календарный год.

## Клубы программы

### Аэрофлот Юниор
Индивидуальное участие в программе для детей от 2 до 12 лет. По достижении 12 лет участник автоматически переводится в программу «Аэрофлот Бонус». Условия участия те же, что и программе «Аэрофлот Бонус» (за исключением порядка оформления премии).

### Аэрофлот Бонус Семья
«Аэрофлот Бонус Семья» — программа лояльности для всей семьи.
Программа отменена 01 апреля 2011 года. Была интересна для семей (название группы в программе, не обязательно родственники), где один из пассажиров частолетающий. Программа была полностью расформирована 1 сентября 2011 года. Все участники переведены на индивидуальные счета.

### Аэрофлот Бизнес Клуб
«Аэрофлот Бизнес Клуб» — программа лояльности для корпоративных клиентов.
Программа предназначена для:
- компаний малого бизнеса с ограничением количества сотрудников, участвующих в программе, до 25 человек;
- компаний среднего бизнеса, являющихся корпоративным клиентом Аэрофлота — юридическим лицом (резидент\нерезидент РФ), имеющим договорные отношения с ОАО «Аэрофлот» (корпоративный договор) без ограничения числа сотрудников.[5]. Закрытие данной программы предполагается до конца 2011 года.

## Кобрендинговые карты
Возможность получать неквалификационные мили за оплату товаров и услуг по совместным картам
- Сбербанк России (Visa)
- Альфа Банк (MasterCard)
- Открытие (MasterCard)
- Citibank (VISA)

За каждые потраченные 60 рублей (по валютной карте 1 доллар) начисляется 1-2 мили.